# Pribiševci
Pribiševci su mjesto u Osječko-baranjskoj županiji. 

## Upravna organizacija
Upravnom su organizacijom u sastavu općine Đurđenovca.

## Promet
Nalaze se sjeveroistočno od željezničke prometnice Virovitica-Slatina-Našice, zapadno od državne ceste D53.

## Crkva
U selu se nalazi crkva Sv. Barbare koja pripada Rimokatoličkoj župi Gospe Fatimske (Našice 3.) sa sjedištem u Velimirovcu, te našičkom dekanatu Požeške Biskupije. 

## Stanovništvo
| broj stanovnika | 229   | 220   | 239   | 294   | 362   | 391   | 398   | 505   | 447   | 579   | 612   | 623   | 587   | 573   | 446   | 390   | 320   |
|                 | 1857. | 1869. | 1880. | 1890. | 1900. | 1910. | 1921. | 1931. | 1948. | 1953. | 1961. | 1971. | 1981. | 1991. | 2001. | 2011. | 2021. |

Od 1857. do 1900. iskazivano pod imenom Pribiševac.

## Šport
- NK Slavonac Pribiševci - trenutno u stanju mirovanja.

## Ostalo
U selu je aktivno i Dobrovoljno vatrogasno društvo Pribiševci osnovano 1933.

## Vanjske poveznice
- http://www.djurdjenovac.hr/